# Botswana Stock Exchange
Die Botswana Stock Exchange (BSE) ist eine Wertpapierbörse in Gaborone, Botswana. Der Handelsplatz wurde 1989 als Botswana Share Market (BSE) gegründet und wurde 1994 zur Botswana Stock Exchange. Er unterliegt dem Botswana Stock Exchange Act. Die BSE verfügt über 36 Börsennotierungen und drei Aktienindizes: den Domestic Company Index (BSE DCI); der Foreign Company Index (BSE FCI), der Unternehmen umfasst, die sowohl an der BSE als auch an einer anderen Börse notiert sind; und der All Company Index, der ein gewichteter Durchschnitt von DCI und FCI ist.
Neben Aktien werden auch Anleihen und Floating Rate Notes gehandelt. Schätzungen zufolge machen Privatanleger weniger als 10 % der gesamten Marktkapitalisierung aus. Über 90 % der Unternehmen sind im Ausland ansässige Bergbauunternehmen. Die normalen Handelszeiten der Börse finden an allen Wochentagen von 10:00 bis 14:00 Uhr statt, mit Ausnahme von Samstagen, Sonntagen und Feiertagen, die von der Börse im Voraus bekannt gegeben werden. Die Lizenzbehörde für Makler in Botswana ist das Finanzministerium.

## Geschichte
Der Handelsplatz wurde 1989 als Botswana Share Market (BSE) gegründet und wurde 1994 zur Botswana Stock Exchange.
Im März 1998 übernahmen Ernst und Young die volle Verwaltung der BSE. Mit Wirkung vom Juli 2001 wurde ein hauptamtlicher Vorstandsvorsitzender ernannt mit dem Ziel, die BSE völlig unabhängig zu machen. Im April 2003 gab die BSE die Sekretariatsfunktion von Ernst and Young Botswana auf und wurde zu einer völlig unabhängigen Einheit.

## Besitzverhältnisse
Historisch gesehen war die Börse im Besitz ihrer Mitglieder (Börsenmakler) durch den Besitz von Eigentumsrechten und der Regierung von Botswana durch die Bereitstellung von Subventionen. Regierung und Makler haben bei der Entwicklung verschiedener Aspekte des Gesamtmarktes eine bedeutende Rolle gespielt. Der Demutualisierungsprozess von BSE begann am 1. Dezember 2015. Das heißt, die Umwandlung von einer gemeinnützigen Organisation im Besitz der Mitglieder in eine gewinnorientierte Aktiengesellschaft mit beschränkter Haftung nach dem Companies Act. Letztendlich wurde BSE am 2. August 2018 demutualisiert und befindet sich nun im Besitz der Regierung der Republik Botswana und der Börsenmakler.

## Mitgliedschaften
- Sie war angegliedertes Mitglied der World Federation of Exchanges.[3]
- Sustainable Stock Exchanges Initiative